# 明子成
明子成，是明如海的父親，明學文的祖父，夏太祖明玉珍的曾祖父。
天統元年（1363年），明玉珍稱帝，他被尊為皇帝，諡號莊惠皇帝。